# Вайлар
Вайлар (нім. Weilar) — громада в Німеччині, розташована в землі Тюрингія. Входить до складу району Вартбург. Складова частина об'єднання громад Дермбах.
Площа — 14,29 км2. Населення становить 810 ос. (станом на 31 грудня 2021).